# 長尾忠政
長尾 忠政（ながお ただまさ）は、室町時代前期から中期にかけての武将。山内上杉家家臣でその家宰を務める。総社長尾氏当主。武蔵国守護代。

## 略歴
総社長尾氏当主として武蔵守護代を務めると共に、応永29年（1422年）には山内上杉家の奉行人の1人として奉書に名前を連ねている。応永32年（1425年）に鎌倉長尾氏の長尾房景の死去に伴って家宰に就任した。
忠政が家宰を務めていた時期は、関東管領でもある山内上杉家当主が上杉憲実・清方の時代であり、永享の乱・結城合戦と山内上杉家の存亡に関わる戦いが続いた。この時期に関東管領を支えた忠政は「文武器量尋常の勇士……凡そ忠功一代武勇の発明、八州の隠れなし」（「長尾正統系図」）、「文武二道に達し、大細事の誉れ、市豎街童までも遍く是を詢へ知れて……勿論国政家務の沙汰厳重に執行（った）」（『北越軍談』）と伝えられる活躍を見せた。特に永享の乱では、憲実の代わりに兵を鎌倉に進め、途中の相模国葛原で進退窮まった鎌倉公方足利持氏を投降させ、金沢にいた持氏の側近である上杉憲直・一色直兼を攻め滅ぼしている（『永享記』）。
文安元年（1444年）に家宰を白井長尾氏の長尾景仲に譲ったが、奉行人としての活動は同5年（1448年）まで知られている。
宝徳2年（1450年）死去。後は嫡男・景棟が継いだとされているが、一般には景棟あるいは弟の良済の養子として総社長尾家を継いだとされる長尾忠景（景仲の子）を「芳伝名代（＝忠政家督）」と記した「長林寺本長尾系図」の存在や彼が芳伝（忠政）から所領を継承した事を主張する書状（「雲頂庵文書」所収長尾忠景書状）を残しており、それらの内容を信じれば、忠景は文安年間には既に総社長尾家の家督を継いでいたことになる。そのため、景棟・良済兄弟は父の忠政に先だって死去したため、改めて家督継承者として忠景を後継者に迎えたとする説もある。